# Nashwa Al-Ruwaini
Nashwa Al-Ruwaini (Cairo, 2 de dezembro de 1972) é uma produtora, executiva e apresentadora de televisão egípcia. Conhecida como a "Oprah Winfrey do Mundo Árabe", Nashwa começou sua carreira aos 15 anos, e se tornou a apresentadora mais jovem da Qatar TV. Ela foi eleita pela revista Arabian Business uma das 30 mulheres mais influentes do mundo árabe em 2019.

## Carreira
Al Ruwaini começou sua carreira aos 15 anos em uma rádio do Catar. Depois foi para a Qatar TV, se tornando a apresentadora mais jovem da TV árabe. Foi contratada pela MBC em Londres e no Cairo, onde trabalhou no primeiro programa diário árabe matinal, a versão árabe de Quem Quer Ser Milionário? e o talk show Kalam Nawaem. Seu próprio programa de televisão, intitulado Nashwa, foi lançado em 2006 pela Dubai TV.
Al Ruwaini fundou a Pyramedia, sua própria produtora, em 1998. A produtora é responsável por programas como Prince of Poets e Million's Poet. Junto com a Pyramedia, ela esteve também envolvida no processo de seleção de elenco para o remake de Aladdin da Disney. Ela também é CEO da Nashwa Charity Foundation, Delma Medical Center and Spa, membro da Academia Internacional das Artes e Ciências Televisivas, e co-fundadora e membro do conselho do Festival de Cinema de Abu Dhabi.